# San José Vista Hermosa, Santa Catarina Juquila
San José Vista Hermosa är en ort i Mexiko.   Den ligger i kommunen Santa Catarina Juquila och delstaten Oaxaca, i den sydöstra delen av landet, 400 km sydost om huvudstaden Mexico City. San José Vista Hermosa ligger 1 022 meter över havet och antalet invånare är 173.
Terrängen runt San José Vista Hermosa är huvudsakligen lite bergig. San José Vista Hermosa ligger uppe på en höjd. Runt San José Vista Hermosa är det ganska tätbefolkat, med 65 invånare per kvadratkilometer. Närmaste större samhälle är Santiago Yaitepec, 19,4 km norr om San José Vista Hermosa. I omgivningarna runt San José Vista Hermosa växer huvudsakligen savannskog.